# HIStory World Tour
El HIStory World Tour fue la tercera y última gira de conciertos en solitario del artista estadounidense Michael Jackson, que abarcó Europa, África, Asia, Oceanía y América del Norte. La gira incluyó un total de 82 conciertos alrededor del mundo incluyendo a 57 ciudades, 35 países y 5 continentes. El tour fue realizado originalmente para promocionar su álbum de 1995 HIStory: Past, Present and Future, Book I y a partir de la segunda etapa en 1997, de su álbum de remezclas Blood on the Dance Floor: HIStory in the Mix. El tour fue atendido por 4.5 millones de personas batiendo su propio récord de 4.4 millones en el Dangerous World Tour.

## Información general

### Antecedentes
El tour fue anunciado el 29 de mayo de 1996, y marco el regreso a los escenarios de Jackson desde el Dangerous World Tour que culminó a finales de 1993. El primer concierto de la gira se realizó en Praga, República Checa, que se convirtió en uno de los más grandes de su carrera con 125 000 fanes. Para el 7 de octubre de 1996, Jackson se presenta por primera y única ocasión en el mundo árabe y África visitando ciudades como Túnez. Para noviembre de 1996, mientras se encontraba en Oceanía, Jackson se casó con su enfermera Debbie Rowe.
Para finalizar la primera etapa, Jackson se presentó el 31 de diciembre de 1996 en Brunéi y el 3 y 4 de enero realizó los únicos conciertos en Estados Unidos desde el Bad World Tour, específicamente en Honolulu, Hawái en el estadio Aloha sumando 35 000 fanes cada uno.
Después de casi 5 meses de hiato, Jackson volvió con la segunda etapa de la gira iniciando el 31 de mayo de 1997 en Bremen, Alemania. Además de cambios en la escenografía, Jackson añadía la promoción de su álbum Blood on the Dance Floor: HIStory in the Mix, y cambios en el setlist que añadían  Blood on the Dance Floor y posteriormente la eliminación de The Way You Make Me Feel y el Off The Wall Medley. Estos cambios en el Setlist fueron hasta que el 19 de agosto de 1997 se eliminó Blood on the Dance Floor.

### Concierto en Brunéi
2 meses antes del comienzo de la gira, el 16 de julio de 1996 Michael dio un concierto gratuito en el Jerudong Park de la ciudad de Bandar Seri Begawan. El concierto también contó con la presencia de la familia del sultán. El concierto fue gratuito para todo el pueblo de Brunéi (sujeto a disponibilidad), el sultán canceló a Jackson la suma de $ 16 millones de dólares debido a la celebración de su cumpleaños.
Gran parte del concierto fue similar a la gira Dangerous World Tour de Jackson, incluyendo sus trajes, el escenario y la grúa, lo que mantuvo en secreto los detalles de la gira próxima a iniciarse HIStory World Tour. El concierto vio el debut en vivo en una gira de Jackson de los temas You Are Not Alone y Earth Song. Además, fue por el desempeño vocal del concierto por el cual Michael decidió que en la gira el 90% de las canciones fueran Playback, esta información fue revelada por uno de los trabajadores de Jackson, Michael Prince, el cual era el encargado de colocar el Playback a las canciones.

### Cambios con respecto al Dangerous Tour
- El final de la canción Jam se recortó significativamente con respecto a cómo se interpretó en el Dangerous World Tour.
- I Just Can't Stop Loving You se realizó con Marva Hicks en lugar de Siedah Garrett.
- The Way You Make Me Feel sustituyó a Working Day and Night  y fue presentada con la lenta introducción similar a la realizada en los Premios Grammy de 1988
- You Are Not Alone sustituyó a Will You Be There.
- En Black or White, Jackson usó espinilleras de oro en lugar de negras, como en el Dangerous World Tour. Esto fue un adelanto de lo que más tarde utilizó en el HIStory Tour.
- Man in the Mirror terminó con una apelación, en lugar del "Rocket Man".
- Heal the World no se realizó. En su lugar, se interpretó Earth Song y al final del concierto, en forma de bis.

El concierto incluyó las últimas actuaciones de Human Nature, Jam, I Just Can't Stop Loving You (hasta pruebas de This Is It) y She's Out Of My Life (hasta los ensayos de Michael Jackson & Friends).

## Setlist

### Setlist del Royal Concert en Brunéi 1996

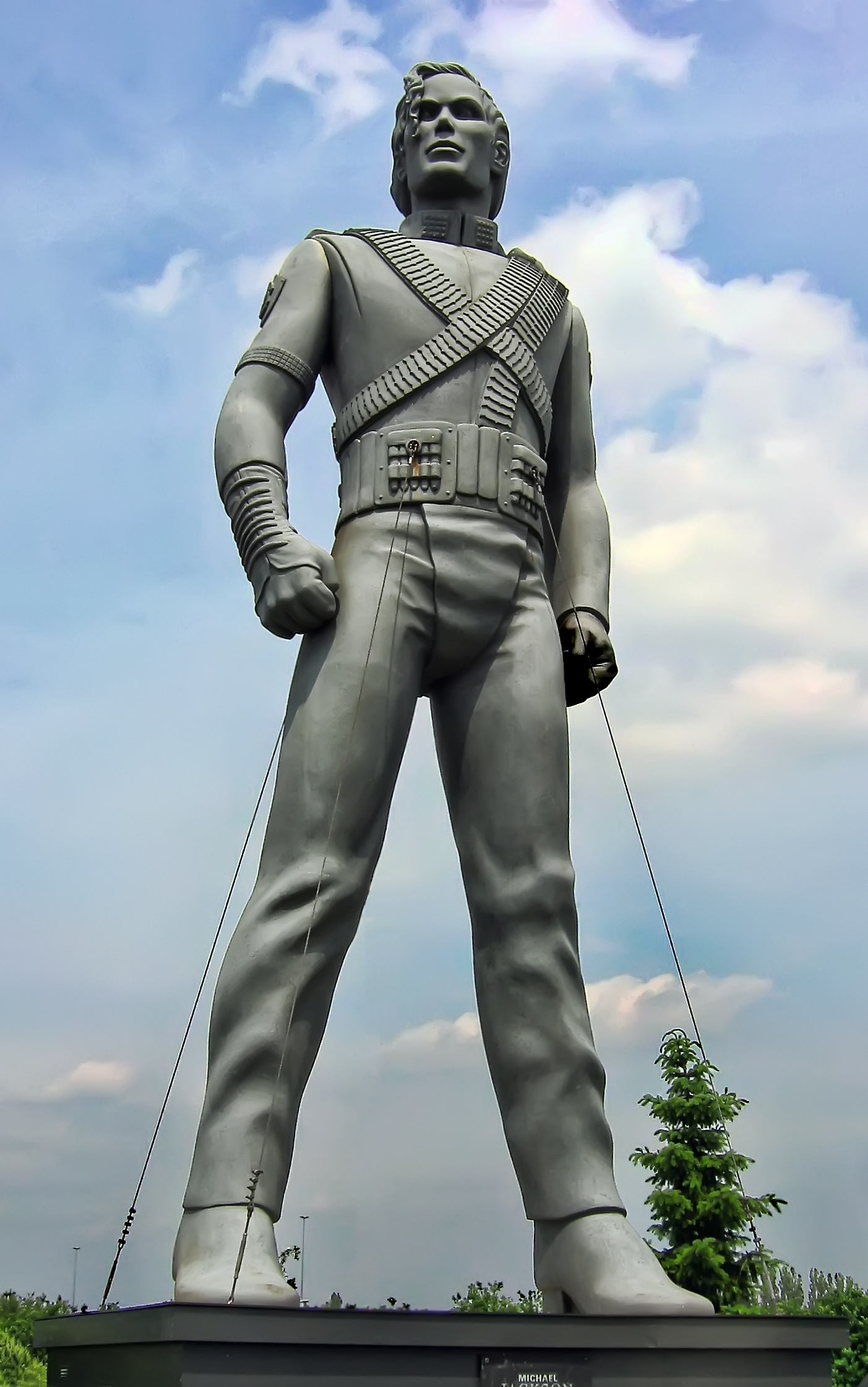
Una de las estatuas de Michael Jackson que se usaron para promocionar el álbum en Eindhoven, Holanda.

1. "Carmina Burana" (vídeo introductorio)
2. "Jam"
3. "Wanna Be Startin' Somethin'"
4. "Human Nature"
5. "Smooth Criminal"
6. "I Just Can't Stop Loving You" dueto con Marva Hicks
7. "She's Out of My Life"
8. The Jackson 5 Medley: "I Want You Back" / "The Love You Save" / "I'll Be There"
9. "Thriller"
10. "Billie Jean"
11. "The Way You Make Me Feel"
12. "Black Panther" (vídeo intermedio)
13. "Beat It"
14. "You Are Not Alone"
15. "Dangerous" (muestra un extracto de "Owner of a Lonely Heart" de Yes, "The Good, the Bad and the Ugly Theme" de Ennio Morricone, "Smooth Criminal", "You Want This" y "Let's Dance" de Janet Jackson, "Get Happy" de Judy Garland, "James Bond Theme" de Monty Norman, y una introducción de guitarra de "A View to a Kill" de Duran Duran)
16. "Black or White"
17. "Man in the Mirror"
18. "Earth Song"

### Setlist de 1996-1997

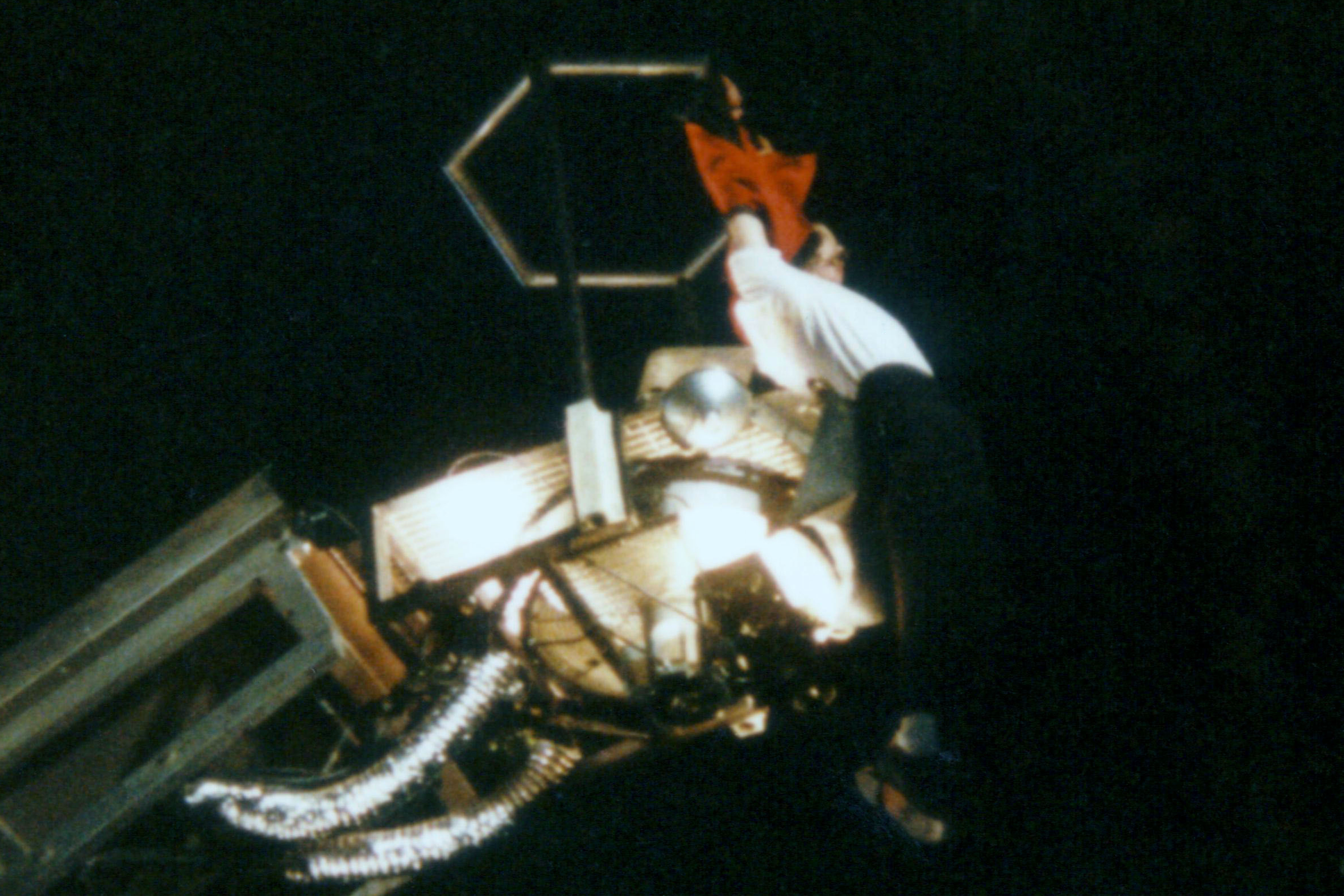
Michael Jackson interpretando Earth Song en Lausana, Suiza, 1997.

1. "Gates of Kiev" (vídeo de introducción)
2. HIStory Medley: "Scream" / "They Don't Care About Us" (contiene extractos de "HIStory") / "In the Closet" (contiene extractos de "She Drives Me Wild")
3. "Wanna Be Startin' Somethin'"
4. "Stranger in Moscow"
5. "Smooth Criminal" (contiene fragmentos de "Childhood")
6. "The Wind" (vídeo intermedio)
7. "You Are Not Alone"
8. "The Way You Make Me Feel" 1
9. The Jackson 5 Medley: "I Want You Back" / "The Love You Save" / "I'll Be There"
10. Off the Wall Medley: "Rock with You" / "Off the Wall" / "Don't Stop 'Til You Get Enough" 1
11. "Remember the Time" (montaje del vídeo intermedio)
12. "Billie Jean"
13. "Thriller"
14. "Beat It"
15. "Come Together" / "D.S." 1 / "Blood on the Dance Floor" 1
16. "Black Panther" (vídeo intermedio) (a veces sustituido por el video "Brace Yourself")
17. "Dangerous" (muestra un extracto de "Owner of a Lonely Heart" de Yes, "The Good, the Bad and the Ugly Theme" de Ennio Morricone, "Smooth Criminal", "You Want This" y "Let's Dance" de Janet Jackson, "Get Happy" de Judy Garland, "James Bond Theme" de Monty Norman, y una introducción de guitarra de "A View to a Kill" de Duran Duran)
18. "Black or White"
19. "Earth Song"
20. "We Are the World" (vídeo intermedio)
21. "Heal the World"
22. "HIStory" (con instrumental de "They Don't Care About Us" como toque de telón)

1 Realizado en fechas selectas solamente
Notas
- Originalmente el Setlist para la primera etapa iba a contar con las canciones: Jam, She's Out of My Life, State Of Shock, 2 Bad, Dirty Diana, Childhood, Will You Be There, Man in the Mirror. Además, para la etapa de 1997 se ensayo Morphine, pero luego fue retirada.
- Es la gira mundial que más público ha llevado con más de 3 millones de personas.
- Al primer concierto de la gira en Praga asistieron alrededor de 125000 fanes.
- En las primeras fechas de 1996, se concretaron varios cambios de vestimentas en las canciones de Thriller y Come Together/D.S.
- Durante la primera etapa se vio a Michael con mucho más energía con respecto a la segunda. Esto se debe al desgaste físico, cambio de temperaturas y poco descanso. En varios show se escucha a Michael con problema en su voz.
- A muchas personas no le gusto la idea de que el 90% del espectáculo se hiciera con playback. Se cree que esto se debió a que Jackson sufría deterioro en su voz y no le gustaba como sonaban las canciones en vivo ni tampoco podía bailar y afinar al mismo tiempo.
- En Brunéi, Michael realizó un concierto atípico de la gira, ya que se realizó en un anfiteatro y las medidas del escenario habitual no encajaban con las medidas del lugar; de modo que se modificaron las pantallas gigantes de los extremos, no se desplegó el telón blanco para la introducción de Smooth Criminal y quitaron la grúa utilizada para "Beat It" y "Earth Song". También se probó a sacar un poco más el Playback.[2]
- Al comienzo de la segunda etapa en 1997, Jackson sustituyó "Come Together"/"D.S." por "Blood on the Dance Floor". La canción fue realizada en todos los conciertos (a excepción de Viena, Austria, el 2 de julio de 1997) hasta el de Oslo, Noruega el 19 de agosto de 1997.
- Luego de la muerte de la Princesa Diana, En la canción "Heal the World" en vez de proyectar al planeta tierra se cambió por una foto de ella. Esto sucedió desde el 3 de septiembre en Ostende hasta la culminación de la gira.
- Se suponía que los shows se iban a extender en 1998 visitando Mexico, Argentina, Brasil, Colombia,Chile y Perú, pero la empresa encargada de los espectáculos no llegó a un acuerdo.
- Varios Shows grabados profesionalmente se filtraron y actualmente se encuentran en Internet. Algunos de estos conciertos incluyen: Bucarest; Túnez, Seúl; Kuala Lumpur; Auckland; Manila; Bandar Seri Begawan; Múnich (DVD de la gira); Basilea; Copenhague; Gotemburgo; Helsinki y Johannesburgo.
- En Tokio, Michael sufrió una caída en Smooth Criminal durante la inclinación, debido a eso las inclinaciones en 1997 fueron más reducidas
- Durante el primer concierto en Sídney, Michael cantó Beat It en vivo, esto posiblemente a una falla con el playback.
- Desde el segundo concierto en Copenhague, un grupo de seis niños se unirían para cantar en el interludio "We Are The World", esto duraría hasta el último concierto de la gira en Durban.
- Meses antes de que empezara la gira, Michael hizo un concierto en Brunéi conocido como Royal Concert, en el cual se repitió la fórmula del Dangerous Tour sólo que con la adición de You Are Not Alone y Earth Song. Fue por el desempeño vocal del concierto por el cual Michael decidió que en la gira el 98% de las canciones fueran Playback, esta información fue revelada por uno de los trabajadores de Jackson Michael Prince que era el encargado de colocar el Playback a las canciones.

## Fechas de los conciertos
| Fecha                    | Ciudad              | País               | Lugar                                 |
| ------------------------ | ------------------- | ------------------ | ------------------------------------- |
| Concierto Previo al Tour |                     |                    |                                       |
| 16 de julio de 1996      | Bandar Seri Begawan | Brunéi             | Anfiteatro del parque Jerudong        |
| Europa                   |                     |                    |                                       |
| 7 de septiembre de 1996  | Praga               | República Checa    | Parque Letná                          |
| 10 de septiembre de 1996 | Budapest            | Hungría            | Nepstadion                            |
| 14 de septiembre de 1996 | Bucarest            | Rumania            | Național Bucarest Arena               |
| 17 de septiembre de 1996 | Moscú               | Rusia              | Estadio Dinamo (Moscú)                |
| 20 de septiembre de 1996 | Varsovia            | Polonia            | Aeropuerto de Varsovia-Chopin         |
| 24 de septiembre de 1996 | Zaragoza            | España             | Estadio de La Romareda                |
| 28 de septiembre de 1996 | Ámsterdam           | Países Bajos       | Johan Cruyff Arena                    |
| 30 de septiembre de 1996 | Ámsterdam           | Países Bajos       | Johan Cruyff Arena                    |
| 2 de octubre de 1996     | Ámsterdam           | Países Bajos       | Johan Cruyff Arena                    |
| Asia                     |                     |                    |                                       |
| 7 de octubre de 1996     | Túnez               | Túnez              | Estadio Olímpico El Menzah            |
| 11 de octubre de 1996    | Seúl                | Corea del Sur      | Estadio Olímpico de Seúl              |
| 13 de octubre de 1996    | Seúl                | Corea del Sur      | Estadio Olímpico de Seúl              |
| 18 de octubre de 1996    | Taipéi              | República de China | Estadio Zhongshan                     |
| 20 de octubre de 1996    | Kaohsiung           | República de China | Aeropuerto Internacional de Kaohsiung |
| 22 de octubre de 1996    | Taipéi              | República de China | Estadio Zhongshan                     |
| 25 de octubre de 1996    | Singapur            | Singapur           | Estadio Nacional de Singapur          |
| 27 de octubre de 1996    | Kuala Lumpur        | Malasia            | Stadium Merdeka                       |
| 29 de octubre de 1996    | Kuala Lumpur        | Malasia            | Stadium Merdeka                       |
| 1.º de noviembre de 1996 | Mumbai              | India              | Mumbai Football Arena                 |
| 5 de noviembre de 1996   | Bangkok             | Tailandia          | Impact Muang Thong Thani              |
| Oceanía                  |                     |                    |                                       |
| 9 de noviembre de 1996   | Auckland            | Nueva Zelanda      | Ericsson Stadium                      |
| 11 de noviembre de 1996  | Auckland            | Nueva Zelanda      | Ericsson Stadium                      |
| 14 de noviembre de 1996  | Sídney              | Australia          | Sídney Cricket Ground                 |
| 16 de noviembre de 1996  | Sídney              | Australia          | Sídney Cricket Ground                 |
| 19 de noviembre de 1996  | Brisbane            | Australia          | Queensland Sport and Athletics Centre |
| 22 de noviembre de 1996  | Melbourne           | Australia          | Melbourne Cricket Ground              |
| 24 de noviembre de 1996  | Melbourne           | Australia          | Melbourne Cricket Ground              |
| 26 de noviembre de 1996  | Adelaida            | Australia          | Adelaida Oval                         |
| 30 de noviembre de 1996  | Perth               | Australia          | Burswood Dome                         |
| 2 de diciembre de 1996   | Perth               | Australia          | Burswood Dome                         |
| 4 de diciembre de 1996   | Perth               | Australia          | Burswood Dome                         |
| Asia                     |                     |                    |                                       |
| 8 de diciembre de 1996   | Manila              | Filipinas          | Asia World City Concert Grounds       |
| 10 de diciembre de 1996  | Manila              | Filipinas          | Asia World City Concert Grounds       |
| 12 de diciembre de 1996  | Tokio               | Japón              | Tokyo Dome                            |
| 15 de diciembre de 1996  | Tokio               | Japón              | Tokyo Dome                            |
| 17 de diciembre de 1996  | Tokio               | Japón              | Tokyo Dome                            |
| 20 de diciembre de 1996  | Tokio               | Japón              | Tokyo Dome                            |
| 26 de diciembre de 1996  | Fukuoka             | Japón              | Fukuoka Dome                          |
| 28 de diciembre de 1996  | Fukuoka             | Japón              | Fukuoka Dome                          |
| 31 de diciembre de 1996  | Bandar Seri Begawan | Brunéi             | Anfiteatro del parque Jerudong        |
| Norteamérica             |                     |                    |                                       |
| 3 de enero de 1997       | Honolulu            | Estados Unidos     | Aloha Stadium                         |
| 4 de enero de 1997       | Honolulu            | Estados Unidos     | Aloha Stadium                         |
| Segunda Etapa            |                     |                    |                                       |
| Europa y África          |                     |                    |                                       |
| 31 de mayo de 1997       | Bremen              | Alemania           | Weserstadion                          |
| 3 de junio de 1997       | Colonia             | Alemania           | Mungersdorfer Stadium                 |
| 6 de junio de 1997       | Bremen              | Alemania           | Weserstadion                          |
| 8 de junio de 1997       | Ámsterdam           | Países Bajos       | Ámsterdam Arena                       |
| 10 de junio de 1997      | Ámsterdam           | Países Bajos       | Ámsterdam Arena                       |
| 13 de junio de 1997      | Kiel                | Alemania           | Nordmarksportfeld                     |
| 15 de junio de 1997      | Gelsenkirchen       | Alemania           | Parkstadion                           |
| 18 de junio de 1997      | Milán               | Italia             | San Siro                              |
| 20 de junio de 1997      | Lausanna            | Suiza              | Stade Olympique de la Pontaise        |
| 22 de junio de 1997      | Bettembourg         | Luxemburgo         | Krakelschaff                          |
| 25 de junio de 1997      | Lyon                | Francia            | Stade de Gerland                      |
| 27 de junio de 1997      | París               | Francia            | Parc des Princes                      |
| 29 de junio de 1997      | París               | Francia            | Parc des Princes                      |
| 2 de julio de 1997       | Vienna              | Austria            | Estadio Ernst Happel                  |
| 4 de julio de 1997       | Múnich              | Alemania           | Estadio Olímpico de Múnich            |
| 6 de julio de 1997       | Múnich              | Alemania           | Estadio Olímpico de Múnich            |
| 9 de julio de 1997       | Sheffield           | Reino Unido        | Don Valley Stadium                    |
| 12 de julio de 1997      | Londres             | Reino Unido        | Wembley Stadium                       |
| 15 de julio de 1997      | Londres             | Reino Unido        | Wembley Stadium                       |
| 17 de julio de 1997      | Londres             | Reino Unido        | Wembley Stadium                       |
| 19 de julio de 1997      | Dublín              | Irlanda            | RDS Arena                             |
| 25 de julio de 1997      | Basilea             | Suiza              | St. Jakob Park                        |
| 27 de julio de 1997      | Niza                | Francia            | Stade de l'Ouest                      |
| 1.º de agosto de 1997    | Berlín              | Alemania           | Estadio Olímpico de Berlín            |
| 3 de agosto de 1997      | Leipzig             | Alemania           | Festwiese                             |
| 10 de agosto de 1997     | Hockenheim          | Alemania           | Hockenheimring                        |
| 14 de agosto de 1997     | Copenhague          | Dinamarca          | Parken Stadium                        |
| 16 de agosto de 1997     | Gotemburgo          | Suecia             | Ullevi                                |
| 19 de agosto de 1997     | Oslo                | Noruega            | Valle Hovin                           |
| 22 de agosto de 1997     | Tallin              | Estonia            | Song Festival Grounds                 |
| 24 de agosto de 1997     | Helsinki            | Finlandia          | Estadio Olímpico de Helsinki          |
| 26 de agosto de 1997     | Helsinki            | Finlandia          | Estadio Olímpico de Helsinki          |
| 29 de agosto de 1997     | Copenhague          | Dinamarca          | Parken Stadium                        |
| 3 de septiembre de 1997  | Ostende             | Bélgica            | Hippodrome Wellington                 |
| 6 de septiembre de 1997  | Valladolid          | España             | Estadio José Zorrilla                 |
| Sudáfrica                |                     |                    |                                       |
| 4 de octubre de 1997     | Ciudad del Cabo     | Sudáfrica          | Estadio Greenpoint                    |
| 6 de octubre de 1997     | Ciudad del Cabo     | Sudáfrica          | Estadio Greenpoint                    |
| 10 de octubre de 1997    | Johannesburgo       | Sudáfrica          | Johannesburg Stadium                  |
| 12 de octubre de 1997    | Johannesburgo       | Sudáfrica          | Johannesburg Stadium                  |
| 15 de octubre de 1997    | Durban              | Sudáfrica          | Kings Park Stadium                    |

### Conciertos anulados o reprogramados
- 27-29 de septiembre de 1996: Casablanca (Marruecos), anulado a causa de una autorización gubernamental no concedida[3]
- 2 de octubre de 1996: El Cairo (Egipto), anulado por motivos de seguridad.
- 16 de octubre de 1996: Taipéi (Taiwán), reprogramado para el 22 de octubre de 1996.
- 29 de julio de 1997: Barcelona (España), reprogramado para el 4 septiembre y posteriormente cancelado por la sobreventa de tickets.[4]
- 8 de agosto de 1997: Liubliana (Eslovenia), cancelado por la sobreventa de tickets.
- 31 de agosto de 1997: Ostende (Bélgica), cancelado por la muerte de Diana Spencer y reprogramado el 3 de septiembre de 1997.[5]
- 1998: Buenos Aires (Argentina), cancelando por los problemas económicos del país que afectaban la venta de entradas y la viabilidad del espectáculo, y por problemas en la organización que complicaron la confirmación de una fecha.